# Anna Koroza
Anna Koroza (ur. 21 stycznia 1976) – polska judoczka.
Była zawodniczka klubów: MKS Pałac Młodzieży Łódź (1992-1996), AZS OŚ Łódź (1996-2001). Dwukrotna srebrna medalistka zawodów pucharu świata (Moskwa 1997 w kat. do 72 kg, Moskwa 2000 w kat. do 78 kg). Dwukrotna srebrna medalistka drużynowych mistrzostw Europy (1995, 1996). Siedmiokrotna medalistka mistrzostw Polski seniorek: trzykrotna złota (1995 i 1996 w kat. do 72 kg, 2000 w kat. do 78 kg), dwukrotna srebrna (1997 w kat do 72 kg, 1999 w kat. powyżej 60 kg na mistrzostwach Polski Open) i dwukrotna brązowa (1998 i 1999 w kat. do 78 kg).